# 史蒂芬妮公主 (霍亨索倫-錫格馬林根)
霍亨索倫-錫格馬林根的史蒂芬妮（德語：Stephanie Josepha Friederike Wilhelmine Antonia，1837年7月15日—1859年7月17日），葡萄牙王后，1858年至1859年在位。罗马尼亚国王卡罗尔一世姊姊。比利时国王阿尔贝一世阿姨。
史蒂芬妮的父親是霍亨索倫-錫格馬林根親王卡爾·安東，母親是巴登大公國的約瑟芬公主。
1858年，史蒂芬妮與葡萄牙國王佩德羅五世結婚。隔年，史蒂芬妮因白喉逝世。兩人沒有子女。